# Volo Garuda Indonesia 865
Il volo Garuda Indonesia 865 (GA/GIA 865) era un volo internazionale passeggeri di linea da Fukuoka, in Giappone, a Giacarta, in Indonesia, con scalo intermedio a Bali, in Indonesia. Il 13 giugno 1996, un McDonnell Douglas DC-10-30 operante il volo si schiantò durante la corsa di decollo dalla pista 16 dell'aeroporto di Fukuoka. Tre dei 275 a bordo persero la vita nell'incidente.

## L'aereo
Il velivolo coinvolto era un McDonnell Douglas DC-10-30, marche PK-GIE, numero di serie 46685, numero di linea 284. Volò per la prima volta nel 1979 e venne consegnato a Garuda Indonesia il 27 luglio dello stesso anno. Era spinto da 3 motori turboventola General Electric CF6-50C. Al momento dell'incidente, l'aereo aveva circa 18 anni e aveva accumulato 46 325 ore di volo.

## L'incidente
Il volo 865 venne autorizzato al decollo dalla pista 16 dell'aeroporto di Fukuoka. Improvvisamente, l'equipaggio del McDonnell Douglas DC-10-30 tentò di interrompere il decollo dopo il guasto del motore numero 3 (quello destro). La decisione di abortire la corsa si verificò a una velocità vicina alla V2 e dopo la rotazione del muso dell'aereo. I piloti tentarono di fermare l'aeromobile usando freni, i deflettori e gli inversori di spinta, ma non furono in grado di arrestare l'aeromobile entro la fine della superficie asfaltata, uscendo dalla pista e sfondando la recinzione perimetrale dell'aeroporto. Il comandante dichiarò di temere che l'aereo potesse colpire edifici se non avesse interrotto il decollo.
Rallentando, l'aereo passò dapprima attraverso una fossa, attraversando poi una recinzione e una strada prima di fermarsi a circa 620 metri dalla pista. I danni arrecati al velivolo durante lo scivolamento sul terreno causarono il collasso del carrello di atterraggio e la separazione di entrambi i motori montati sulle ali. La fusoliera si spezzò in due punti. Le fiamme risultanti distrussero le aree tra le fratture della fusoliera e altre aree dell'aeromobile. Tre passeggeri persero la vita.

## Le indagini
La relazione finale concluse che l'errore del pilota nell'abortire il decollo a una velocità troppo elevata e una manutenzione inadeguata dei motori da parte della compagnia aerea furono le cause dell'incidente.
Il velivolo aveva tre motori turboventola General Electric CF6-50C2. La causa del guasto del motore che portò allo schianto era che le pale della turbina erano state in servizio per 6 182 cicli (decolli e atterraggi), quando nei manuali di General Electric era scritto di sostituirle dopo 6 000 cicli.